# Piscina de s'Aigo Dolça
La Piscina de s'Aigo Dolça (en castellano, Piscina del Agua Dulce) fue una instalación deportiva ubicada en Palma (Mallorca, Islas Baleares). Constaba de una piscina exterior de 33x13 metros, con siete carriles y gradas laterales con capacidad para 2.000 espectadores. Estaba situada entre los barrios de Son Armadans y El Terreno, muy cerca del Paseo Marítimo de la ciudad.
Fue la piscina más importante de la ciudad entre los años 40 y 60, hasta la inauguración de las Piscinas de Son Hugo. Actualmente está en ruinas y abandonada, aunque se prevé la construcción de una nueva instalación deportiva en su lugar por parte de las autoridades municipales.
Debe su nombre a la fuente natural que se usaba para rellenarla, proveniente de las cercanas montañas de Bellver. Dicha fuente ya no existe, seguramente por las sucesivas obras de urbanización de la ciudad efectuadas en su trayecto.

## Historia

### Esplendor (años 40-60)
La primera piedra de las instalaciones fue colocada el 20 de octubre de 1940, apadrinada por la nadadora local Carme Guàrdia Amer. Nueve meses después, la piscina fue inaugurada los días 5 y 6 de julio de 1941 con una competición entre el Club Natación Palma y el Club Natació Barcelona, entonces el más potente de España. Casi dos meses después se disputaron los Campeonatos de España de natación. Dicha competición se volvió a celebrar en 1949.
Pronto la piscina quedó obsoleta, al tratarse de una instalación descubierta y de medidas no aptas para la competición. Sin embargo, su condición de única piscina no privada en toda la isla la mantuvo como punto de encuentro deportivo habitual para todo tipo de actividades deportivas, especialmente natación y waterpolo, hasta bien entrados los años 60.

### Inauguración de Son Hugo y decadencia (años 70-2000)
A partir de los años 70 entró en decadencia, sobre todo con la inauguración en 1970 de las nuevas instalaciones del Club Natación Palma en el barrio palmesano de Son Hugo. Desde 1972 aproximadamente la piscina dejó de llenarse, aunque el resto de dependencias (oficinas, bar restaurante, etc.) siguieron abiertas. La crisis sufrida por el club en los años 80, que llevaron a su desaparición durante unos años, precipitaron la degradación del espacio hasta que a principios de los años 90 quedó totalmente abandonado.

### Proyectos de rehabilitación (2000 en adelante)
En 2006 el Ayuntamiento de Palma se hizo con las instalaciones y planeó su rehabilitación como equipamiento deportivo municipal, pero su coste y la posterior crisis económica cancelaron el proyecto. 
En 2015 se especuló con la ubicación en el solar de un aparcamiento, pero fue rechazado por los vecinos que deseaban un equipamiento deportivo.
Por fin, en 2018 se inició el proceso para la construcción de un recinto polideportivo más aparcamiento mediante un concurso de proyectos y a principios de 2019 se dio a conocer el proyecto ganador. Aunque se preveía ejecutarse en 2020, las obras no se adjudicaron hasta finales de 2021 y no comenzaron hasta 2022. De hecho el nuevo equipamiento sustituirá totalmente a la antigua instalación, que era a todas luces irrecuperable; pero que mantendrá el nombre y ubicación históricos.

## Eventos más importantes
- Campeonato de España de natación: 1941 y 1949.[16]